# IJsbaan van Shari
De ijsbaan van Shari (斜里町営スケートリンク) is een ijsbaan in Shari in de prefectuur Hokkaido in het noorden van Japan. De openlucht-natuurijsbaan ligt op 6 meter boven zeeniveau. De ijsbaan is gelegen tegenover de gemeentelijke Shari Junior High School.
Erkende ijsbanen

Niet-erkende ijsbanen